# Better the Devil You Know (canção de Kylie Minogue)
"Better the Devil You Know" é uma canção da artista musical australiana Kylie Minogue, contida em seu terceiro álbum de estúdio Rhythm of Love (1990). A canção foi escrita e produzida por Stock Aitken Waterman, sendo lançada como o primeiro single do álbum em 30 de abril de 1990 pela PWL e Mushroom Records. "Better the Devil You Know" é conhecida como a canção que inventou uma Minogue com mais sex appeal, em contradição aos seus últimos álbuns, que a apresentavam com "uma garota qualquer", enquanto suas músicas em diante apresentaram uma abordagem independente.
O título da faixa é referenciado como uma expressão idiomática. Liricamente, a faixa refere-se sobre Minogue deixar sua série de TV Neighbours, e sua relação com seu até então namorado, Michael Hutchence, que era cantor da banda INXS. A canção foi louvada por críticos musicais, que notaram a mudança de imagem de Minogue com sua música. Eles também complimentaram a própria canção e colocaram-na como uma das melhores de Minogue, sendo também um destaque tanto em seu álbum de estúdio quanto em sua compliação. Comercialmente, a faixa foi bem sucedida na Europa, onde conseguiu a vice-liderança da UK Singles Chart e quatro na Austrália, seu país natal. Também conseguiu ter as vinte melhores posições em regiões incluindo França, Áustria, Alemanha, Irlanda, Nova Zelândia, Suécia e Suíça.
O vídeo musical acompanhante para a faixa foi dirigido por Paul Goldman e gravado em Melbourne, Australia. Enquanto a imagem de Minogue foi críticada pelo seu visual maturo, o vídeo foi visto como icônico para o estilo artistico de Minogue e imagem além da canção. A faixa foi apresentada em muitas turnês de Minogue, incluindo também aparições em comerciais como o da Coca-Cola. Foi também regravada em 2012 no Abbey Road Studios para sua inclusão no álbum orquestral de Minogue, The Abbey Road Sessions.

## Antecedentes e composição
"Better the Devil You Know" foi escrita e produzida por Stock, Aitken and Waterman, que foram os únicos produtores e escritores dos dois álbum de Minogue após o seu CD de estreia. No entanto, Rhythm of Love apresenta produção adicional por alguns produtores menores. Quando a canção estava ainda em seu desenvolvimento, Minogue anunciou que estava deixando o elenco de Neighbours, para focar em sua carreira musical. Após isso, muitos fãs de sua função ficaram chateados e tristes por sua saída. Nisto, um dos membros da equipe de produção da Minogue, Peter Waterman, disse que ele iria dizer a Mike Stock que Minogue parou de namorar com a co-estrela da série, Jason Donovan, e disse que ela estava namorando com Michael Hutchence, vocalista principal da banda INXS. Waterman comentou dizendo que "era como eles temiam que suas vidas seriam um inferno como uma consequência".
O primeiro verso aparesenta Minogue alcançando as notas A-C#m-D-D2-Dm-E-Bm-D. Quando ela vai ao refrão, a canção vai para A-F#m-A-D, e se repete em toda linha. Quando chega a ponte, os acordes da canção vão para A-F#m-A-F em cada linha. De acordo com William Baker, um escritor e um dos melhores amigos de Minogue, que escreveu o livro Kylie: La La La disse: "A canção também apresenta um som mais maduro, uma produção mais polida e um vocal que teve menos em camadas do que antes". Ele então referenciou a persona de Minogue como a Rainha do Disco e Princesa do Pop, dizendo: "A faixa se transfere bem para a pista de dança e anuncia um longo reinado para Kylie como a nova rainha da música disco... uma princesa pop.

## Vídeo musical
O vídeo musical de "Better the Devil You Know" foi dirigido por Paul Goldman e foi filmado em Melbourne. O vídeo causou uma controvérsia, por apresentar Minogue em uma imagem muito mais madura do que vídeos de anos anteriores.
No vídeo, Minogue pode ser vista dançando mais sugestivamente do que em seus esforços anteriores. Na época em que ela estava namorando o cantor do INXS, Michael Hutchence, ela está usando um de seus anéis no clipe, um grande 'M' de prata. Sua mãe, Patricia Glassop, um artista de maquiagem, fez a mesma. O vídeo continua sendo um marco importante na carreira de Minogue, pois foi o nascimento de uma Kylie mais experimental e sexual.

## Formatos e faixas
CD single
1. "Better the Devil You Know" – 3:52
2. "Better the Devil You Know" (Mad March Hare Mix) – 7:09
3. "I'm Over Dreaming (Over You)" (7" Mix) – 3:21

7-inch single
1. "Better the Devil You Know" – 3:52
2. "I'm Over Dreaming (Over You)" (7" Mix) – 3:21

12-inch single
1. "Better the Devil You Know" (Mad March Hare Mix) – 7:09
2. "I'm Over Dreaming (Over You)" (Extended Mix) – 4:54

iTunes digital EP – Remixes
1. "Better the Devil You Know" (7" Backing Track)
2. "Better the Devil You Know" (7" Instrumental)
3. "Better the Devil You Know" (Alternative Mix)
4. "Better the Devil You Know" (Dave Ford Remix)
5. "Better the Devil You Know" (Movers & Shakers 12" Backing Track)
6. "Better the Devil You Know" (Movers & Shakers 12" Instrumental)
7. "Better the Devil You Know" (Movers & Shakers 12" Mix)
8. "Better the Devil You Know" (Movers & Shakers 7" Backing Track)
9. "Better the Devil You Know" (Movers & Shakers 7" Instrumental)
10. "Better the Devil You Know" (Movers & Shakers 7" Mix)
11. "Better the Devil You Know" (Movers & Shakers Alternative 12" Mix)
12. "Better the Devil You Know" (Movers & Shakers Alternative Backing Track)
13. "Better the Devil You Know" (Movers & Shakers Alternative Instrumental)
14. "Better the Devil You Know" (The Mad March Hare Mix)
15. "Better the Devil You Know" (US Remix)